# Велика Мати (Вікканство)
Велика мати (з англ. Great mother) — богиня неоязичницького культу Вікка, витоки якого сягають кам'яної доби. Є центральним божеством пантеону.

## Історія
Культ виник приблизно 5 тис. років тому на території Великої Британії. У часи стародавнього Риму частково трансформувалася в поклоніння богині Діані (Діанічна вікка). Поширення культу великої матері також пов'язують з розвитком фемінізму, їх сприянню один одному. В кінці 1960-х років у Британії виникла феміністична організація W.I.T.C.H. , що існує донині, поширившись зокрема на територію США. До неї входять послідовниці Вікки. Вікканство побудоване на засадах гендерної рівності, надає великого значення особі жриці, яка не тільки виступає незамінним суб'єктом святкувань та зібрань, а й в деяких випадках може виконувати обов'язки верховного жерця, при цьому він відповідати її функціям та обов'язкам не може.

## Символізм
Іпостась великої матері об'єднує в собі декілька проявів, чиїми символами вона є. ЇЇ пов'язують з енергією Місяця, його фазами, проявом емоцій та мудрістю. Вона втілює родючість, опікується нею на землі. Уособлює землю і воду, як земні стихії. Ототожнюється з землею, її живильною силою. Разом з верховним богом відповідає за завершення та початок циклів на землі.